# Va jouer avec cette poussière
Va jouer avec cette poussière : Carnets 1958-1964 è una raccolta di saggi e pensieri di Henry de Montherlant pubblicata nel 1966.

## Contenuto
In Va jouer avec cette poussière, Montherlant ha riassunto gran parte del suo pensiero. La vita, per lo scrittore, ha un unico senso, che è di essere felici. La morte non ne ha. La vita è una ricreazione tra due nulla: e nessuna impresa può essere concepita che come un passatempo. Il dispendio d'energia, l'eroismo, il sacrificio, tutti i grandi sentimenti non sono giustificabili che dal piacere che si prova a esercitarli, il dolore e il dramma possono essere accolti con favore nella misura in cui sono utili a compire la condizione umana: «obiettivo nobile e gradevole». L'essenziale è di restarne signore, di prenderne solamente quel tanto che può servire.
Ogni scopo che si situi al di fuori della felicità è ritenuto da Montherlant fallace. «Il muoversi dell'umanità può essere simboleggiato dall'andirivieni dei cavalli meccanici, come si vede nei giardini pubblici a uso dei bambini: un passo avanti uno indietro». Inutile, dunque, preoccuparsi eccessivamente per qualche cosa che finirà in ogni modo con un niente di fatto. Inoltre, noi non possiamo chiedere per l'umanità quel che non chiediamo per la nostra propria persona. Dal momento che l'uomo è costretto ad accettare la propria morte, tutto deve essere accettato, la morte di una civiltà come la morte del pianeta.
«Tutto è perduto in anticipo». Lo stesso Montherlant giudica desolante tale filosofia di vita, nella quale è sempre sottinteso che, come in una partita di football fra dilettanti, la vittoria o la sconfitta nelle cose terrestri, per appassionatamente che ci si sia «dati» sono in fondo cose ben poco importanti. «Si giocava per divertirsi». Se una filosofia si definisce dall'attitudine a cui persuade l'uomo nel momento cruciale della sua morte, la filosofia dello scrittore francese si potrebbe definire con il consiglio che egli dà all'uomo, di porre, se gli è possibile, «una punta di disinvoltura» nel momento della sua morte. Quanto ai rapporti sociali, egli diffida dell'amore del genere umano: per Montherlant, è sufficiente amare qualche individuo isolato per sentirsi legato a l'umanità. Ma occorre avere, in qualunque momento della vita, qualcuno da amare. Egli sottolinea «da amare», perché l'amore ricevuto è di qualità assai inferiore, e in un certo senso indesiderabile. Così, altra reintegrazione: dell'amore nell'individualismo. Nuova applicazione del principio: salvare tutto armonizzando tutto. È un principio che viene dall'intelligenza, e genera una mobilità di natura.
Poiché il mondo è privo di senso, non c'è ragione di comportarsi con lui in un modo stabilito una volta per tutte: Montherlant non ha mai cessato di insistere sul proteismo che deve caratterizzare l'uomo intelligente. Quest'uomo deve essere come un «organo»: si preme un bottone, si ha, a volontà, una concezione tragica, una concezione oggettiva, una concezione allegra, una scettica, una eroica, dell'universo. È quella che ha chiamato l'alternanza. Un uomo così fatto, non è facile maneggiarlo socialmente, ma tanti diversi "registri" intercambiabili permettono, a lui più che a un altro, di affrontare le aggressioni e di evitare le sofferenze. Sopra un piano più alto, gli permettono di realizzare nella sua pienezza la condizione umana: che è un'idea fra le altre, perfettamente valida.
In secondo luogo, prende in prestito integralmente dalla morale greco-latina, che a sua volta ha ereditato in parte (la Grecia) dalla più antica morale dell'Oriente: vita ritirata (ritirata soprattutto dal contatto con i potenti), non-azione, necessità modeste, mancanza di cupidigia, lontananza dalla politica. E, infine, opposizione, quanto è possibile immaginare, a tutto ciò che si pensa in questo momento nel mondo.

## Edizioni
- Va jouer avec cette poussière : (Carnets 1958-1964), Paris, Gallimard, 1966.
- Garder tout en composant tuot : (1924-1972) : carnets inedits, derniers carnets, Paris, Gallimard, 2001.